# Östergötlands runinskrifter 69
Runinskrift Ög 69 är en runsten som finns vid Ekeby kyrka i Ekeby, Boxholms kommun, Östergötland.

## Stenen
När kyrkan reparerades 1894 hittade man i kyrkväggen på östra sidan om södra ingången ett fragment av granit med en del ornament och några runor. 

## Inskriften
Följande är inristat på stenen: Till vänster: ki-, Till höger: -þur, möjligen [fa]þur.